# Le Périer
Le Périer korábbi község (település) Franciaországban, Isère megyében. 2019. január 1-jén Chantelouve községgel egyesült és Chantepérier új község része lett.
Lakosainak száma 119 fő (2018. január 1.). Le Périer Valbonnais, Valjouffrey, Le Bourg-d’Oisans, Chantelouve, Entraigues, Lavaldens és Oris-en-Rattier községekkel határos.

## Népesség
A település népességének változása:
| Lakosok száma | 198  | 156  | 143  | 126  | 137  | 143  | 142  | 132  | 123  | 119  |
|               | 1968 | 1975 | 1982 | 1999 | 2006 | 2011 | 2013 | 2016 | 2017 | 2018 |